# Kungia
Kungia là một chi thực vật có hoa trong họ Crassulaceae.